# Tata mía
Pour plus de détails, voir Fiche technique et Distribution.
Tata mía est un film espagnol réalisé par José Luis Borau, sorti en 1986.

## Synopsis
Elvira décide de quitter son couvent et de retourner à Madrid. Elle part à la recherche de son ancienne nourrice.

## Fiche technique
- Titre : Tata mía
- Réalisation : José Luis Borau
- Scénario : José Luis Borau
- Musique : Jacobo Durán Loriga
- Photographie : Teo Escamilla
- Montage : Emilio Rodríguez
- Production : José Luis Borau
- Société de production : Isasi et Profilmar
- Pays :  Espagne
- Genre : Comédie dramatique
- Durée : 100 minutes
- Dates de sortie : 
  -  Espagne : 16 décembre 1986

## Distribution
- Imperio Argentina : Tata
- Alfredo Landa : Teo
- Carmen Maura : Elvira
- Xabier Elorriaga : Peter
- Miguel Rellán : Alberto
- Marisa Paredes : Paloma
- Julieta Serrano : Magda
- Enriqueta Carballeira : Amelia
- Emma Suárez : Cristina
- Paloma Gómez : Almudena
- Alicia Moro : Rubia
- Saturno Cerra : Puente
- Chema Mazo : Germán
- Matías Maluenda : oncle Bordetas
- Jordi Batalla : Sepúlveda
- Eduardo MacGregor : Luján
- Juan Jesús Valverde : Laín

## Distinctions
Le film a été nommé pour deux prix Goya et a remporté le prix Goya du meilleur acteur dans un second rôle pour Miguel Rellán.